# سارا سنو
سارا سنو (بالإنجليزية: Sara Snow)‏ هي ناشِطة أمريكية، ولدت في 20 يوليو 1976 في آن آربر في الولايات المتحدة.